# Присоединение Якутии к Русскому государству

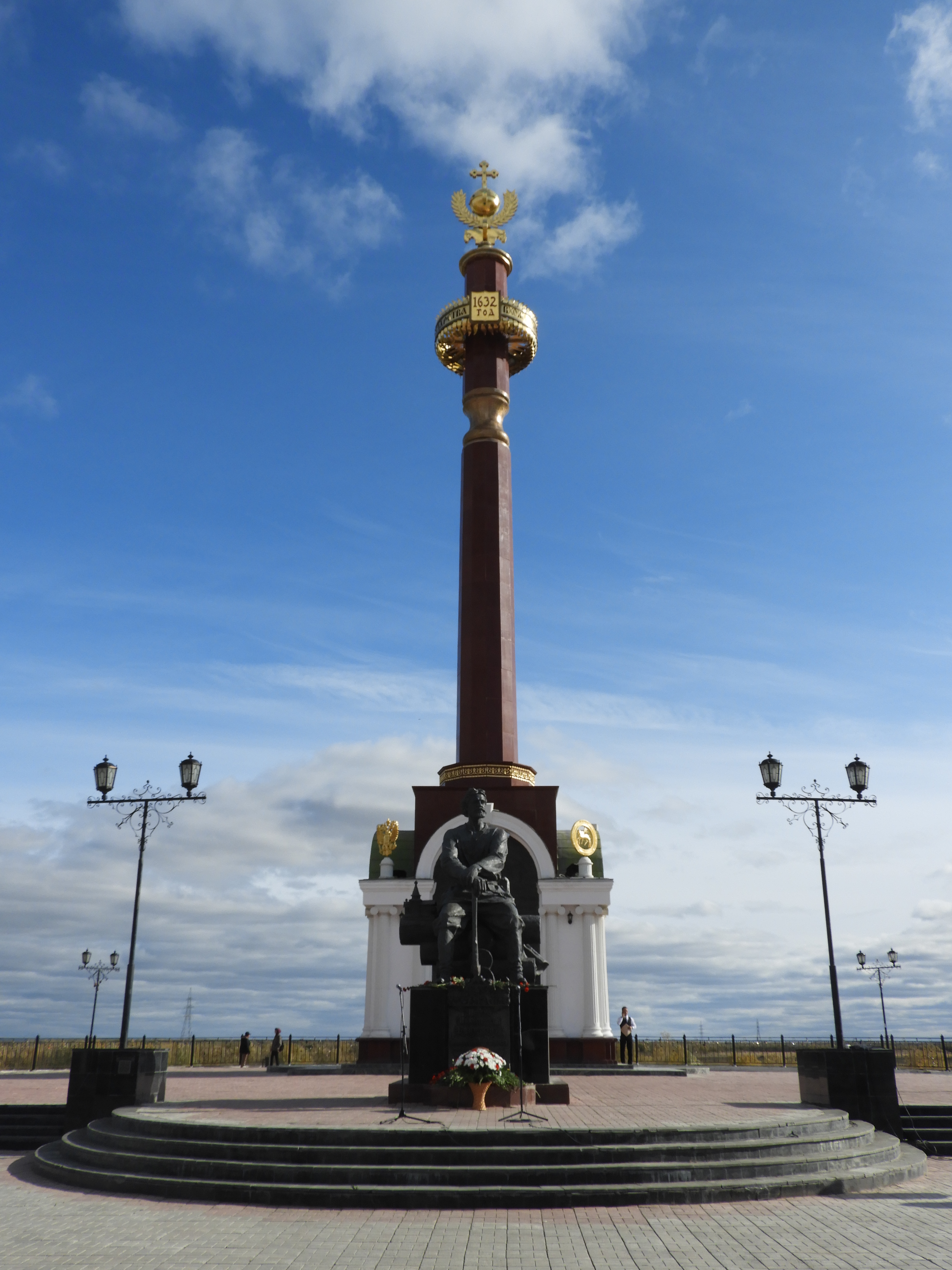
Памятник в честь 375-летия вхождения Якутии в состав России

Присоедине́ние Яку́тии (также колониза́ция Яку́тии, завоева́ние Яку́тии) — процесс включения якутских земель и её населения в состав Русского государства.
Русское государство в Якутии продолжило политику, которую оно проводило в отношении народов Европейского Севера, Поволжья, Приуралья и Западной Сибири. Присоединение якутских народов, начиная с установления экономической зависимости до административной и, наконец, полной социальной и культурно-конфессиональной интеграции проходило с соблюдением постепенности прохождения разных этапов процесса включения. Такая политика позволила на протяжении веков сохранить этнокультурное многообразие. В ходе присоединения аборигенная политика определялась задачами политического подчинения и включения в русское подданство народов и закрепления новых территорий за Россией. В её основных установках отражались предшествующий опыт Московского княжества, затем опыт Русского государства по «собиранию» русских земель и взаимодействию с нерусскими и неправославными народами. Якутские роды (бетунцы, мегинцы, катылинцы, дюпсинцы, кангаласцы и некоторые другие) вначале пытались оказать сопротивление казачьим отрядам. Однако существовавшие между ними противоречия, использованные русскими, обрекли их борьбу на провал. После поражения в 1632—1637 годах и в 1642 наиболее непримиримых тойонов якуты признали русскую власть и в последующем даже оказывали помощь в покорении других народов. Русско-аборигенное вооружённое противостояние не носило характера широкомасштабной войны: военные действия, сопровождавшиеся иногда серьезными вооружёнными столкновениями и взаимной жестокостью, перемежались периодами мирных контактов и даже союзнических отношений. Рассматривая коренное население прежде всего как плательщиков ясака, государство, стремясь сохранить и увеличить их число, предписывало сибирской администрации и землепроходцам поступать с ними «ласкою», а не «жесточью», «от обид и от продаж и от насильства оберегать». Малочисленность русских вооружённых отрядов, значительная территориальная рассеянность и отдалённость острогов и зимовий также заставляли правительство и местные власти искать мирные пути взаимодействия с местным населением.

## Заселение Ленского края саха-якутами
Формирование якутского народа и сложение их культуры происходили далеко на юге, на территориях, значительно отдалённых от Среднего Приленья. У далёких предков якутов, находившихся в составе древних тюрко-монгольских общностей, происходило формирование основ будущей культуры: языка, ведения хозяйства, религии. Исследуя поселения древнеякутской кулун-атахской культуры, археологами были получены новые радиоуглеродные даты, ранний возраст которых определяется началом X века. Из этого следует, что предки якутов-скотоводов уже к X—XI векам освоили часть территории Приленья. Предполагается, что движение скотоводов на среднюю Лену было вызвано оскудением пастбищ, неурожаем трав, связанным с изменением экологии, поиском свободных, не занятых другими кочевниками земель с богатыми и просторными лугами. Генетические исследования показали, что предки якутов до миграции на среднюю Лену некоторое время проживали в районе озера Байкал. Процесс миграции населения из забайкальских степей в Приленье, в котором участвовали разнородные этнические сообщества, происходил периодически на протяжении многих веков.
Эпизодические проникновения тюрко-монгольских племён на среднюю Лену начались с III—IV веков н. э. Миграционному движению южных скотоводов в северные широты способствовали потепление и аридность климата. На средней Лене пришлые группы вступали в этнокультурное взаимодействие друг с другом и местными племенами, жившими на этих территориях с эпохи каменного века или палеометалла. Через многие века совместного проживания и тесного взаимодействия культур из местных и пришлых этносов постепенно сложился народ саха и сформировалась его композитная (многокомпонентная) культура. Приленье стало местом рождения якутского народа, его родиной. В X—XIII веках отдельные (дисперсные) поселения скотоводов-кочевников располагались очагами уже в Лено-Амго-Алданском междуречье. В последующем был освоен бассейн реки Вилюй, затем их поселения появились на северо-востоке — в Верхоянье и Оймяконе. В XVII—XIX веках, после освоения наиболее пригодных к скотоводству земель Приленья, якуты вышли к побережью арктических морей и продвинулись на восток до Охотского моря.
В якутской историографии доминирующей является концепция многоэтнического происхождения народа саха. Бассейн средней Лены являлся особенно притягательным для кочевников-скотоводов в качестве места постоянного поселения. Именно здесь на левобережье Лены расположены просторные долины — Эркээни, Туймаада, Энсиэли, образующие экосистемы: река (источник воды) — долина (пастбища) — гора (защита от ветров) — леса (материал для топлива и жилищ). Постепенно здесь, несмотря на суровый климат, сформировалось культурное ядро якутского этноса.

## Русские в Якутии
Отдельные локальные группы русских землепроходцев стали образовываться в Якутии в XVII веке. Быстрому продвижению способствовала сложная разветвлённая речная система, которая позволяла передвигаться по вновь открытым территориям несмотря на суровые климатические условия. Важнейшей чертой, характеризующей развитие этих групп, стал процесс метисации. Впоследствии они трансформировались в русское старожильческое население. Русские поселения в Якутии были разбросаны на огромной территории, а сами русские, представлявшие разные регионы Центральной России, Русского Севера и Западной Сибири, отличались друг от друга по происхождению, социальному положению, степени приспособленности к местным природно-климатическим условиям и характеру общения с местным населением. В авангарде освоения переселенцами якутских земель стояли служилые люди и промышленники, следом за которыми шли крестьяне и представители административных структур. Главной причиной продвижения русских стали огромные пушные ресурсы, в которых нуждалось государство. Первые сельскохозяйственные очаги стали возникать еще в 1620-х — 1640-х годах на средней Лене (Витим, Пеледуй, Олёкминская деревня). Русские расселялись на территории Якутии дисперсно, а не компактно, степень их влияния в регионе носила незначительный характер, что в ряде случаев приводило к полному или частичному изменению их этничности.
Первые годы прихода русских в якутскую землю сопровождались вооружёнными столкновениями. Восстания якутов были вызваны неурядицами между служилыми людьми, которые прибывали из разных острогов и зимовий, и возникающей конкуренцией между ними при сборах ясака. Этот период не носил продолжительный характер и сменился переходом в подданство русского царя. Ситуация изменилась благодаря своевременному решению об образовании в 1638 году отдельного Якутского воеводства. Для прекращения междоусобиц и соперничества казаков якутские воеводы были самостоятельны и наделены правами главнокомандующих. Первый воевода Пётр Петрович Головин, его товарищ Матвей Богданович Глебов и дьяк Ефим Филатов прибыли в Якутск в 1640 году.
К приходу русских якуты жили в основном в районе будущего Ленского острога (ныне Якутска) и на Амге. На Вилюе (левый приток Лены) и на Олёкме (правый приток Лены) их не было или было очень мало. Массовое расселение якутов на огромной территории вплоть до Арктики происходило уже при русских и совместно с ними. Их миграции на север являлись не только бегством от ясака, но во многом были связаны со стратегиями элитных родов. Среди якутов находились сторонники и участники русских походов. У якутов существовал развитый институт боотурства и именно тойоны и боотуры играли главные роли в освоении и заселении якутами Ленского края. На среднем Вилюе в начале 1640-х годов первыми появились хангаласские конные якуты с устья реки Синэ, которых возглавляли князцы Бойдон, Оросий и Трека, после убийства ими служилых людей. На север Ленского края якуты двинулись после поражения восстания хангаласцев под предводительством Дженника в 1670-х годах.

## Присоединение Ленского края

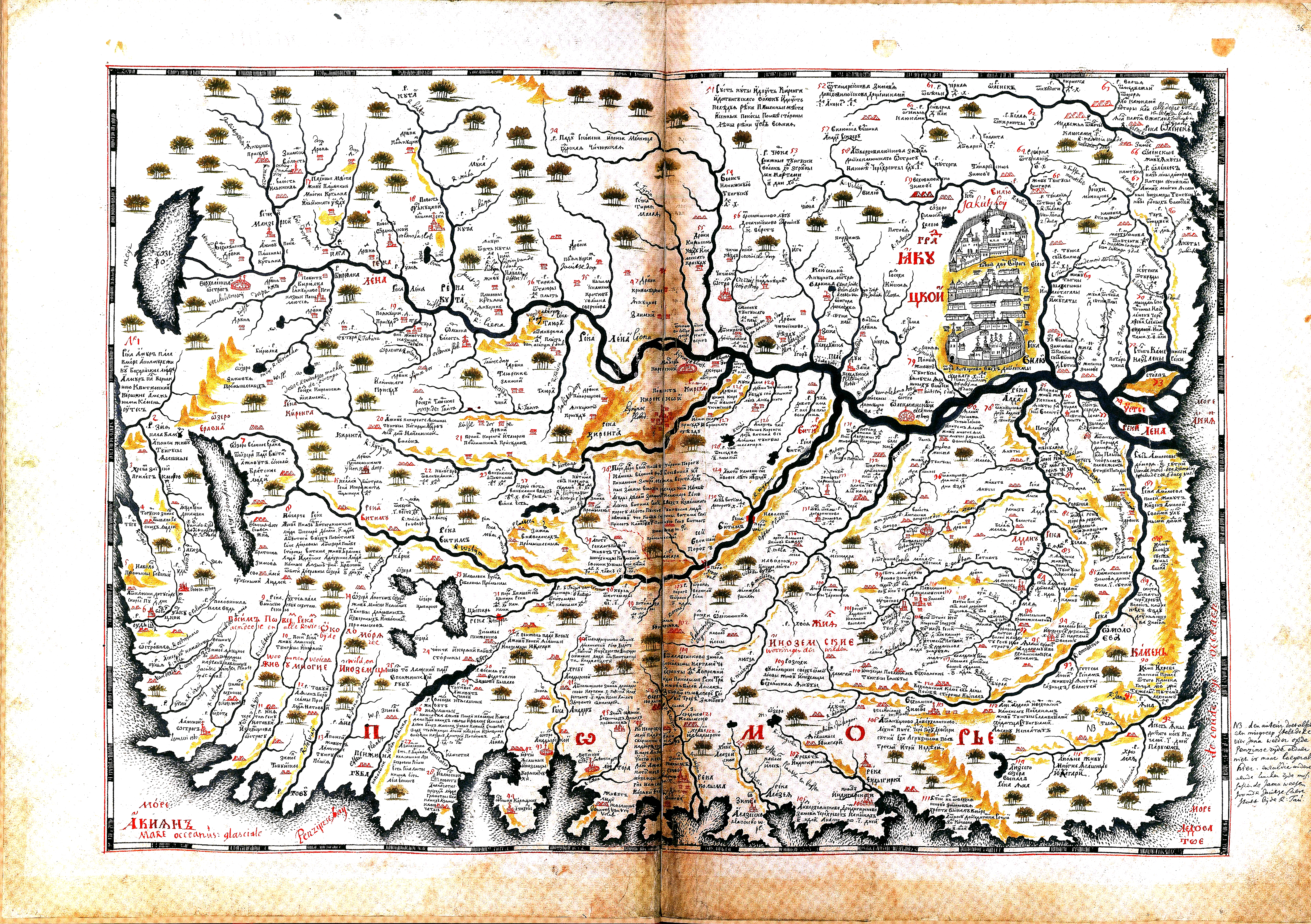
Карта Якутска с окрестностями конца XVII века

Процесс присоединения якутских земель к Русскому государству, в отличие, к примеру, от военных действий в отношении Казанского и Сибирского ханств, которые составляли конкуренцию и представляли угрозу безопасности Русскому государству, был облегчён отсутствием аборигенной государственности и внешнего политического фактора. Якуты разделялись на улусные и клановые группы. Улусные представляли собой территориальные потестарные объединения, численность которых достигала 2―5 тысяч человек. Это улусы: на левобережье Лены — Кангаласский и Намский; на правом берегу — Борогонский, Бетунский, Мегинский, Батурусский (Катылинский). Во главе улусов-волостей стояли клановые предводители; в улусе их было до пяти и более. Таких предводителей русские служилые люди называли «князцами». Среди клановых предводителей выделялся (в то время) кангаласский нойон Тыгын Дархан, распространивший своё влияние на улусы, соседствующие с его собственным.
В 1619 и 1621 годах служилыми людьми из Енисейского острога и Мангазейского зимовья соответственно были получены сведения от пленных эвенков о народе «якольцах» (якутах), проживающих на берегах реки Лены. Согласно данным сведениям, этот народ имел «большие суда с колоколами и пушками», умел строить избы и остроги, наподобие таковых у русских, обладал знаниями в сфере металлургии и торговал с соседними племенами. Первые экспедиции мангазейцев Антона Добрынского и Мартына Васильева, а также енисейских казаков Ивана Галкина и Петра Бекетова на территорию Ленского края состоялись в конце 1620-х ― начале 1630-х годов. Участники экспедиций подверглись нападению левобережных князцов и Тыгына Дархана с сыновьями. Однако Петру Бекетову всё-таки удалось в 1632 году собрать ясак и взять шерть с 32 якутских князцов из 17 улусов. По мнению Г. В. Ксенофонтова, успех Бекетова (с 30 воинами) объясняется тем, что якуты, переселившиеся с юга в глухой Ленский край, где кроме малочисленных тунгусов не было сильных противников, утратили свою древнюю воинственность, а из оружия сохранили только охотничьи пальмы. Дальнейшие события с участием Бекетова носили в целом мирный характер. Пётр Бекетов положил начало практическому включению Ленского края в состав Российского государства.

### Вооружённые столкновения
Личностный фактор лидеров казачьих отрядов, их деловые качества играли большую роль в происходящих событиях. Различные группы служилых людей, занимавшиеся сбором ясака, конкурировали между собой за право сбора в приоритетном Ленском крае. Именно двойные поборы стали причиной двух вооружённых конфликтов в 1634 и 1636—1637 годах.
Летом 1633 года Пётр Бекетов оставил Ленский острог и отбыл в Енисейск, сдав свои дела в остроге сыну боярскому Парфёну Ходыреву. В сентября 1633 года под острогом неожиданно появился атаман Иван Галкин с 12 служилыми людьми и насильно отстранил Ходырева от власти. Иван Галкин стал действовать по своему усмотрению, круто и жёстко, применяя насильственные методы сбора ясака, присваивая и раздавая служилым людям часть сбора, что вызывало повсеместное недовольство. Он предпринял наступление на земли баксинского князца Тусерги. Были захвачены в плен многие баксинцы, в том числе женщины и дети, после чего Тусерга вынужден был выплатить ясак. Насилием, вымогательством и личными жёсткими действиями Галкин вызвал возмущение местного населения, что спровоцировало вооружённое выступление якутов. В начале 1634 года Иван Галкин с казаками и промышленниками численностью около 50 человек первыми навязали бой, но им пришлось отступить к острогу. Якуты преследовали их и 9 января осадили острог. Но 28 февраля осада была снята, видимо, из-за взаимной вражды и раздоров между отдельными князцами. Новое восстание началось летом 1636 года со стороны якутского племени бетунцев, оно было позднее подхвачено кангаласцами, которые нападали из-за родовой вражды на борогонцев, подчинившихся русским. В начале 1637 года войска атамана Галкина штурмом взяли укрепления кангаласцев и тем самым подавили восстание, и принудили их уплатить ясак. Следующее восстание произошло в конце 1639 года и было возглавлено алданским якутом по имени Оилга, «бесскотным» рыболовом — представителем низов якутского населения. Восстание привело к истреблению нескольких казачьих отрядов и объединений служилых людей и промышленников. Однако большинство тойонов были на стороне русских.
Восстание 1642 года началось в феврале с нападения на отряды русских ясачных сборщиков и находившихся на промыслах промышленников. На стороне выступивших против Русского царства были представители многих якутских родов. В начале марта более 700 человек попытались осадить Якутский острог. Воевода Пётр Головин расправился с восставшими и после неудачной осады было казнено 23 человека. Помощники Головина Матвей Глебов и дьяк Филатов, по-видимому, не согласные с его методами утверждения ясачного режима, выступили против него. Головин обвинил их в «измене и участии в подготовке восстания якутов».
В советской историографии события 1642 года рассматривались как восстание против произвола руководства краем в связи с усилением ясачных поборов, а причинами поражения восстания явились межплеменная рознь и предательство тойонов. По мнению А. А. Борисова события 1642 года нельзя рассматривать как восстание. Эти события стали последствием противоборства как среди самих якутов, так и в среде разных групп служилых людей и промышленников.
После конфликта 1642 года случавшиеся столкновения уже не выходили за рамки внутренних распрей и беспорядков. В 1676 году тойон Ярканской волости Балтуга Тимиреев со своими родом, в количестве 70—80 человек, отказался повиноваться царским властям и вступил в бой с довольно крупным высланным против него отрядом. Эта попытка сопротивления грабежам и насилию со стороны разрозненных отрядов служилых людей оказалась неудачной как и все предыдущие. В 1682 году произошло последнее выступление хангаласских якутов во главе с Дженником против казаков. К якутам примкнули ссыльные русские раскольники и казаки, породнившиеся с якутами. Недовольство было вызвано притеснениями воеводы. Они несколько раз приступали к Якутской крепости. После поражения восставших воевода Иван Приклонский в честь этой победы основал Покровскую пустынь, где ныне находится город Покровск.

### Шертование князцов
Шертеуют-де те князцы по своей вере сами — палмою рассечёт собаку на полы и раскинет её надвое, а сам идет в тот промежек и землю в те поры в рот мечет, а говорит с толмачем на том шертовании, будет-де он не учнёт государю служить и ясаку платить, и его-де та палма рассекёт так же, что ту собаку рассекёт... А больше того шертования нет.
Переход в русское подданство осуществлялся через уплату ясака, в сборе которого по договорённости участвовали также и князцы, а символическим актом этой практики было принесение шерти.
Вопрос о шертовании сибирских народов является дискуссионным. Г. Ф. Миллер, исходя из того, что международное право стало появляться в Европе только в середине XVII века, присоединение Сибири Россией рассматривал как завоевание непросвещённых народов Азии. Шертование он считал всего лишь актом перехода народа в подданство (прямое холопство) московскому государю. Этой же позиции придерживались исследователи П. А. Словцов, В. К. Андриевич, П. Н. Буцинский и др. И. Э. Фишер впервые выдвинул теорию о шертовании как вассальной зависимости. Позиция Фишера оказала большое влияние и на многих советских историков. Новый подход к исследованию шерти сформулировал С. В. Бахрушин: шертованием закреплялся «принцип суверенной равноправности князца и московского государя». Историк-правовед М. М. Фёдоров доказал, что шерть народов Восточной Сибири «представляла собой особый вид источника права» — нормативно-правовой акт «закрепляющий права и обязанности аборигенов». В. Н. Иванов, исследуя процесс присоединения Якутии к России сделал вывод, что «шерть можно приравнять к договору, фиксирующему определённые условия о взаимных обязанностях; а обряд шертования — к процедуре подписания этого договора».
В 1630-х ― начале 1640-х годах якутские клановые предводители шертовали русским служилым людям. Последние рассказывали саха о русском царе и призывали коренное население войти к нему в подданство. Иногда казаки получали вооружённый отпор. «Замирить» землю якутов удалось только к концу 1630-х годов. Так как у якутов не сложилось государственности, то к шерти приводили клановых предводителей и глав родов. Шерть включала в себя запрет на восстания против новой власти, в том числе были запрещены убийства служилых людей, промышленников и торговцев, обязанность уплаты ясака, запрет на переезд из кочевий Ленского края в земли юкагиров, бурят, монголов, дауров и заключение с ними любых договоров, защиту русского населения Якутского уезда. Образец шертной записи для якутов был составлен не ранее 1645 года, то есть уже после приведения их в подданство, после образования Якутского уезда (1641) и назначения воевод (1638). В делах Сибирского приказа сохранился текст якутской шерти, согласно которой князцы при обряде шертования рассекали собаку пальмой надвое и проводили особый ритуал с расчленённым трупом, после чего присягали царю и заявляли, что если они нарушат условия шертования, то будут сами рассечены пальмой. Международно-правовой акт шертования на подданство России порождал право на её полную юрисдикцию над народом и территорию его проживания. На вновь принятых подданных распространялась административная и судебная власть России и устанавливалось их ясачное обложение. Но эффективность исполнения и реализация этих полномочий местной администрацией являлась уже совсем иной проблемой. Однако по мнению этнолога В. Е. Васильева факт шертования не может считаться временем включения территорий Ленского края в состав России и даннические отношения ещё не свидетельствуют о том, что народы Сибири сразу стали подданными «Белого царя», указывая три причины: 1) содержание «шерти» было навязано якутам насильно; 2) ясачные якуты не раз восставали, подвергавшись открытому разбою и вымогательству со стороны сборщиков дани; 3) в документах начала ХVII — середины ХVIII века якуты нередко указывались как «иноземцы», «следовательно, сами казаки рассматривали Ленский край как завоёванную „чужеземную“ страну».

### Этноконфессиональная политика Русского государства в Якутии раннего периода
Якутский народ не имел своей государственности и не находился под властью других государственных образований. С точки зрения представлений того времени такие народы считались как бы «ничейными», а значит потенциально русскими и рассматривались Российским государством как законное владение московских царей. В XVII—XVIII веках Русское государство (а затем и Российская империя) в целом проводило относительно толерантную политику по отношению к якутскому народу в вопросах религии, не препятствуя им исповедовать собственные культы. Миссионерская деятельность не проводилась до петровских времён. Якуты, как и другие народы Сибири, воспринимались русскими без каких-либо элементов расизма или осознания собственного превосходства. Такие отношения с лёгкостью допускали не только торговые контакты, но и межэтнические браки. По отношению к коренному народу был введён специальный налог — ясак, который собирали с местного населения исключительно пушниной в пересчёте на соболиные меха. Сбор ясачного налога не всегда носил мирный характер. Большая роль отводилась принесению ритуальной клятвы на верность Русскому царю — шерти и введение института аманатов (заложников). Наличие заложников позволяло воеводам и служилым людям собирать ясачные подати, которые составляли главную обязанность местного населения. При этом коренное население, ставшее ясачными подданными России, наделялось определёнными правами — правом на проживание на земле, объявленной собственностью российского монарха и правом на использование для своих нужд земли и угодий в районах исконного обитания. В целом в Якутии процесс колонизации носил относительно мирный характер.

#### Распространение христианства
Православие в российском государстве выступало в качестве идеологической основы общества, способствовало формированию и укреплению многонационального государства. Церковь участвовала в формировании внешней и внутренней государственной политики, определяла её культуру, быт и мировоззрение общества. Становление структур Русской церкви в землях Северо-Восточной Сибири происходило параллельно с оформлением административно-территориального устройства. В 1620 году была учреждена особая Сибирская епархия с кафедрой в Тобольске, в составе которой Якутский край находился до 1731 года; затем до 1853 года — в Иркутской епархии. При продвижении русского казачества на восток территория епархии увеличивалась. В связи с этим во второй половине XVII века Тобольская митрополия была разделена на три разряда, состоящих из шести десятин (на начало XVIII века), самой большой из которых была Якутская. Старейшим учреждением духовного ведомства на территории Якутского края являлся Якутский Спасский мужской монастырь, который стал центром миссионерской деятельности.
Процесс распространения христианства в Якутии начался в первой половине XVII века. В начале XVIII века правительство запрещало насильственное обращение ясачных в православие. При этом новокрещёных мужчин по возможности устраивали на «государеву службу», а женщин, по законам православия, выдавали замуж только за новокрещёных и за русских служилых людей. В XVIII веке проводилась политика уже массовой христианизации аборигенных народов Якутии, завершившаяся в 1820-х годах. В XVII веке церкви строились только в местах проживания русских. В дальнейшем строительство церквей расширялось по мере распространения православия и в первой четверти XIX века они были построены во всех улусах Якутской области. Первоначально вновь крещёными становились зависимые от русских аборигены — холопы, ясыри, дворовые люди и жёны служилых людей. Браки русских с местными женщинами постепенно становились обычным явлением. Детей от таких смешанных браков называли «русскими прижитками»; их относили к русскому населению. В начале крестились в основном бедные люди из-за льгот и подарков. Многие из них зачислялись на службу в качестве рядовых служилых людей и получали за это жалованье рублёвым окладом и хлебом. В отдельных случаях крестились и тойоны, получая звание «сына боярского». С конца 1780-х годов начался процесс массовой христианизации якутского населения. Духовенство боролось против язычества и за соблюдение новокрещёными законов и обрядов православия. Отбирались и уничтожались языческие и шаманские атрибуты. После указа Екатерины II от 1769 года всем новокрещёным обязательно давались православные имена и фамилии. В процессе крещения среди местного населения стала распространяться грамотность. Это было связано, в основном, с появлением церковной литературы и образованием церковных приходских школ. Церковная литература повлияла и на изучение якутского языка. В 1819 году в Иркутске была напечатана первая книга на якутском языке. Освобождение ясачных от государственных податей и повинностей явилось одной из основной части политики христианизации сибирских народов. Крещёным выдавали квитанции или билеты по совершению обряда крещения, освобождавшие их от уплаты ясака и других повинностей сроком на пять лет (после указа Екатерины II от 6 апреля 1765 года — на три года). Для ускорения процесса христианизации с 1764 года в Восточной Сибири была введена специальная должность «веропроповедника». Основная масса местного населения была обращена в христианство на рубеже XVIII—XIX веков.

### Периодизация
Согласно официальной периодизации Якутия уже в конце 1620-х годов стала составной частью России и якуты её подданными. Историк Г. П. Башарин время основания Ленского острога (1632 год) обозначил в качестве условной даты принятия якутами русского подданства. По мнению С. А. Токарева процесс вхождения Якутии в состав Русского государства длился около десяти лет и завершился подавлением якутского восстания 1642 года. В. Е. Васильев предложил свою версию окончательного включения в подданство Российской империи только вследствие определённых политических и общественных событий в Якутии в XVIII веке: подписание Буринского и Кяхтинского договоров о границе между Россией и Китаем на Амуре, в котором, по преданию, участвовали также якутские тойоны; проведение Первой ясачной комиссией на территории Якутии земельной реформы, в результате которой земля перешла в государственную собственность; началом христианизации коренного населения. В результате данных событий появилась основа для духовного сближения местного и пришлого населения России.
В 2007 году праздновалось 375-летие вхождения Якутии в состав России, то есть за дату присоединения был выбран 1632 год, когда Петр Бекетов основал Якутский острог.

## Положение коренных жителей
По сведениям Б. О. Долгих, взятым из ясачных книг, общая численность
якутов в середине XVII века составляла 28 470 человек, эвенков и эвенов — 12 580, юкагиров — 4775. Больше 90 % якутов проживали в центральном Ленском крае. Здесь русскими служилыми людьми были образованы 35 якутских ясачных волостей. Характерной особенностью расселения якутских народов накануне прихода русских землепроходцев было отсутствие крупных оседлых поселений. Этническое единство якутов поддерживалось тем, что всем им были свойственны занятия коневодством и скотоводством, улусная система политической организации и взаимопонятный язык. Якутские улусы не были консолидированы и этническое самосознание якутов носило сложный многоуровневый характер.
Якутское население не имея единой общественно-политической организации, делилось на целый ряд независимых друг от друга племён, во главе которых стояла военно-рабовладельческая аристократия — тойоны. Вооруженные отряды, состоявшие из их сородичей, рабов и других зависимых людей, совершали грабительские нападения на соседние роды и племена, угоняли у населения скот, захватывали рабов. Тойоны постоянно воевали друг с другом, устраивая взаимные вооружённые набеги. Захваченные во время набегов рабы (холопы) часто имели свою семью и жили иногда в юрте хозяина, иногда в своей особой юрте. Помимо холопов существовала ещё группа зависимых людей — «вскормленников». Это были в большинстве случаев бедные сородичи, воспитанные тойонами и бывшие на положении полурабов. Основную массу населения составляли свободные общинники — «улусные люди». Наименее же обеспеченная часть, лишённая скота, составляла особую социальную группу, которая «жила на озёрах и кормилась рыбой и сосновой корой». Низший слой свободных общинников пополнялся за счёт разорения после тойонских военно-грабительских набегов. Класс рабов в значительной мере рекрутировался именно таким путём. Родо-общинный быт у якутов (того времени) разлагался под влиянием частной собственности и имущественного расслоения. Община распадалась, но она оставалась ещё свободной. Нет оснований предполагать о закрепощении тойонами общины и её свободных общинников.
Приход русских ускорил процесс сближения улусов, который через двести лет привёл к формированию нации. Почти все народы вели кочевой или полукочевой образ жизни, обусловленный их хозяйственной деятельностью: охота, оленеводство, скотоводство. Коневодство преобладало над скотоводством, так как якутская лошадь способна сама кормиться зимой, разгребая копытами снег и круглый год проводить под открытым небом. Поэтому у якутов не было необходимости заготавливать в большом количестве корма для зимнего содержания скота. У якутов, проводивших большую часть года на зимниках, был хуторской тип расселения по 1—2 семьи на большом расстоянии друг от друга. В летнее время нередко собиралось на одном месте большее количество семейных хозяйств. Якутское общество состояло, с одной стороны, из малочисленной знати и экономически независимых рядовых общинников, а с другой — из патриархальных рабов и подневольного зависимого (кабального) люда. Якутская сельская община состояла из неполноправных бедных и богатых тойонских аристократических семей. В социальном плане якутское население в XVII веке (особенно в первой половине) представляло переходную форму сельской общины от первобытной к классовой. В XVII веке процесс классообразования ускорился из-за введения ясачного налогообложения. Одной из причин застойности социальной организации якутского общества явилась его хозяйственная основа — малопродуктивное натуральное сельское хозяйство, которое не могло обеспечить быстрый рост населения. А от уровня плотности населения в значительной мере зависела и развитость социально-экономических отношений. Охотникам и рыболовам северных рек Яны, Индигирки, Колымы — предкам юкагиров было присуще присваивающее хозяйство. Издревле юкагиры были оседлыми насельниками речных долин. С реками был связан также их сезонный промысел диких оленей, следовавших своими миграционными путями. Юкагиры, заинтересованные в приобретении железных и медных вещей обихода, не оказали сопротивления первым казачьим отрядам и добровольно согласились платить ясак. Эвены были представлены двумя группами: кочевавшие со своими оленями в горнотаёжной зоне и приморские, которые совмещали охоту, оленеводство и рыболовство, прикочёвывавшие весной из континентальных районов к охотскому побережью. Некоторые северные группы эвенов русские называли тунгусами, смешивая их с эвенками.
Во второй половине XVII века в связи с изменениями социально-экономического уклада жизни народа усилилось движение аборигенного населения и произошло значительное расширение территории их расселения. Население мигрировало из одних улусов в другие, из центральных районов в окраинные и наоборот. В результате увеличилось якутское население на Вилюе, в районе Олёкмы, в бассейнах рек Яна, Индигирка, нижняя Лена, Оленёк, Анабар и других. Поселения якутов появились на Колыме, Алазее, на охотском побережье, на озере Есей. Якутами была освоена почти вся территория современного проживания. С передвижением населения было связано распространение скотоводства на север. Самым северным пунктом, куда проникли якуты со скотом, было Усть-Янское зимовье (в будущем Усть-Янск). Скотоводство появилось и на территории колымских зимовий. Рогатого скота стало больше, чем лошадей. Скотоводство являлось основным источником существования для большей части населения. Новым в хозяйстве северных якутов явился переход к оленеводству. С появлением здесь русского населения возникло пашенное земледелие, а со второй половины 1670-х годов началось приобщение якутов к более прогрессивному типу хозяйства — хлебопашеству.
Вхождение в составе России привело к проникновению в край товарно-денежных отношений и втягиванию Якутии во всероссийский рынок, что дало заметный толчок развитию межплеменного обмена у аборигенных народов и внесло огромные изменения в социально-экономические отношения. В Якутию поступали в большом количестве различные русские, немецкие, голландские, английские, французские, китайские товары — ткани, металлические изделия, украшения, хлеб, новые орудия труда (топоры, косы), рыболовные снасти, охотничье снаряжение, которые повышали производительность скотоводческо-охотничьего хозяйства, а из края вывозились огромные партии пушнины, мамонтовой кости, моржового клыка. Якутия поставляла на рынок наибольшее количество пушнины, которая благодаря своей ценности играла в XVII—XVIII веках роль валютной казны. Для снабжения продовольствием служилого русского населения казна закупала у якутов скот, мясо, рыбу и масло. В социальном и имущественном плане торговля и ясачный режим усилили имущественное и социальное расслоение и разорили якутскую бедноту, так как они были неэквивалентны и носили колониальный характер.

## Реформы Первой ясачной комиссии
В 1760-х годах правительством было принято решение о проведении в Сибири ясачной (налоговой) реформы. Лихоимство и взяточничество воеводской администрации к тому времени достигли наивысшего предела. Для исправления создавшегося положения была учреждена Ясачная комиссия. В феврале 1766 года была создана специальная Якутская комиссия, получившая название «Первой ясачной». Официально комиссия начала свою работу летом 1766 года. Главной целью Комиссии было увеличение сбора ясака за счёт упорядочения системы ясако-обложения. Основными задачами реформы являлись выявление действительного числа ясако-плателыциков и определение такого нового оклада ясачной подати, который можно было бы взыскивать в казну без переобложения и без недоимок. Устанавливалась связь ясака с землепользованием по принципу «ясак по земле». Было принято решение о переходе к коллективному обложению: на наслеги-волости накладывалась общая сумма ясака. Внутренняя раскладка определялась самими ясачными по общему согласию под руководством князцов. В результате возникли земельные переделы, приведшие к утверждению общинного землепользования. При таком землепользовании лучшие земли оставались по-прежнему в руках тойонов и зажиточных байских элементов. Первая ясачная комиссия сыграла огромную роль в социально-экономическом плане. Она решала следующие задачи: устанавливался такой порядок взимания, при котором можно было бы обойтись без сборщиков ясака и аманатства, и отказаться от категорического требования уплаты ясака непременно пушниной, дав возможность заменить её деньгами, определение возраста для взимания ясака (от 16 до 60 лет), отмена казённой монополии на пушнину. В результате деятельности комиссии были расширены права и обязанности родоначальников и ограничена сфера вмешательства местных властей. Теперь, чтобы не лишиться земли, для основной массы скотоводов стало необходимым во что бы то ни стало выплачивать ясак. Если раньше размер ясака зависел от количества голов скота, то теперь — от наличия покосов (земли). Указы Комиссии 1769 года предоставляли право ясачным Якутии, не имеющим пушнины соболя, платить ясак другими мехами и деньгами; запрещалось неясачным жить в якутских улусах, тем самым якутское землепользование ограждалось от проникновения извне. Исключение составила крестьянская колонизация, которая частично затронула и приленские районы.

## Трактовки терминов процесса включения Якутии в состав Русского государства
Превращение Сибири в часть Российского государства историографы описывали, используя различные термины. В досоветской историографии, начиная с XVIII века, данный процесс рассматривался как завоевание или покорение. Одна из ранних работ по истории Сибири, написанная И. Э. Фишером называлась «Сибирская история с самого открытия до завоевания сей земли российским оружием». Первые сибирские летописи имеют названия: «О покорении Сибири», «История покорения Сибирского царства». Ранние советские историки придерживались концепции М. Н. Покровского, согласно которой присоединение нерусских народов к Российскому государству являлось «абсолютным злом». Тем не менее было признано, что со стороны царского правительства имела место политика «попечительства», начавшаяся со второй половины XVII века. С. А. Токарев писал, что в 1632—1642 годах произошло завоевание якутских земель. В довоенный период был опубликован его обобщающий труд «Очерк истории якутского народа», где была систематизирована история народа саха с древнейших времён до конца 1930-х годов, в котором отображаемые события носили политизированный характер и не вышли за рамки партийных оценок. С середины 1930-х годов набирала популярность концепция, в соответствии с которой присоединение Россией в XVII—XIX веках сибирских земель рассматривалось уже как «наименьшее зло» по сравнению с условиями, в которых находились коренные жители при других завоевателях. В это же время слово «завоевание» стало заменяться более нейтральным термином — «присоединение». По мнению историка В. А. Тураева, В. И. Шунков был прав, считая слово «присоединение» более точным, которое лучше отражает сложность исторического процесса, включающего в себя различные явления — и завоевание, и добровольное вхождение. В зарубежной историографии судьбы народов Якутии рассматривались в общесибирском контексте. Зарубежным учёным было сложно уловить локальные различия в политике Русского государства в отношении тех или иных этносов. Царское правительство всегда учитывало культурные особенности аборигенных народов и их образ жизни.
В то же время В. А. Тураев считает, что использование более нейтрального термина было обусловлено «не поиском научной истины, а определённые идеологические тенденции». А. П. Окладников впервые высказал идею о «вхождении» Якутии в состав России. Исследователями Сибири С. В. Бахрушиным и С. А. Токаревым был поддержан термин «вхождение». Затем известный якутский историк Г. П. Башарин добавил к «вхождению» слово «добровольное» (хотя сам Башарин писал, что слово «добровольное» впервые применил С. А. Токарев), тем самым считая присоединение мирным процессом. Г. П. Башарин, критикуя своего оппонента Федота Сафронова, обвинял его в борьбе с советской идеологией и, что под его теорией «присоединения» скрывается концепция о завоевании Сибири, ссылаясь на труды Сергея Токарева. По мнению В. Е. Васильева, Башарин ошибался, так как в своей работе Токарев говорил, что якутские нойоны после первых поражений предпочли добровольно покориться завоевателям. Однако сам В. Васильев в своей статье «„Вхождение“ Якутии в состав России и периодизация истории XVII в.» писал: «Как этнограф, изучающий проблемы шаманизма народа саха, я осознаю свою недостаточную компетентность в вопросах отечественной историографии ХVII столетия» и, что вопрос о характере «вхождения» остаётся открытым, о чём красноречиво свидетельствует фундаментальный историко-культурный атлас «Якутия», в котором термины «вхождение», «освоение», «включение» и «присоединение» употребляются одновременно.
К 1970-м годам идея добровольного вхождения сибирских территорий в состав Русского государства в советской историографии стала главенствующей. По этому поводу А. С. Зуев высказал следующее мнение: «фактически произошло выхолащивание концепции Шункова: из трактовки присоединения исчезло завоевание и осталось только добровольное вхождение». Концепция добровольного вхождения Якутии в состав России также противоречила историческим источникам, в частности, запискам землепроходцев, донесениям воевод, челобитным, потому что данные документы содержали в себе сообщения о стычках казаков с коренным населением. В результате этого с 1940-х годов исторические документы начали печататься с купюрами. Так, из выпущенных в начале 1950-х годах сборников документов, содержавших расспросные речи и челобитные казаков, были изъяты фрагменты текстов, где речь шла о вооружённых столкновениях с местным населением.
Сибирские учёные Л. М. Горюшкин и Н. А. Миненко не согласились с отказом от трактовки «присоединения» и были против концепции «добровольного вхождения». Якутский историк Ф. Г. Сафронов, используя в своих трудах термин «завоевание» и «учитывая общую тенденцию развития историографии вопроса» также, не приняв нового термина «вхождение», посчитал наиболее приемлемым вернуться к понятию «присоединения», так как в нём отражались и мирные, и насильственные действия.
В. Е. Васильев в преамбуле своей статьи «Запад и Восток в евразийской политике России ХVI—ХVIII веках: к проблеме присоединения Ленского края» пишет, что концепция «вхождения» возникла в эпоху сталинизма и противоречит концепции присоединения Сибири к Русскому государству. Современные историки Якутии занимают неоднозначную позицию по данному вопросу, хотя в академических трудах данный процесс давно расценивается как присоединение Сибири.

### Термин «колонизация»
У учёных есть несколько мнений о вопросе корректности термина «колонизация» относительности завоевания Ленского края. Так, со слов В. Е. Васильева, Л. Р. Павлинская пишет о том, что присоединённые сибирские земли становились «естественным продолжением уездов», а коренное население ― подданными Русского государства. Согласно Васильеву, среди научного сообщества наблюдается тенденция выделения мирного и земледельческого направления сибирской колонизации. При этом для азиатских национальных окраин России земледелие не играло значительной роли.
Л. И. Шерстова считает, что тюркские народы Сибири, воспринявшие опыт завоевательской модели правления кочевнических государств (от империи гуннов до Маньчжурии), выстроили отношения с русскими, получившими аналогичный опыт от Золотой Орды, что привело к быстрому объясачиванию сибирских земель. При этом принцип традиции коренных жителей Сибири и Центральной Азии заключался в полном подчинении их государству при минимальном вмешательстве «господствующего этноса» во внутреннюю политику данников. Васильев приходит к выводу, что существуют 2 точки зрения на проблему колонизации Ленского края Русским царством в XVII веке: постсоветские учёные считают, что земли Сибири мирно вошли в состав Русского царства, в то время как зарубежные историки, например Андреас Каппелер, пишут о восточной экспансии России, которой сопротивлялись коренные жители Сибири и Дальнего Востока.

### Комментарии
1. ↑  В отличие, к примеру, от американской политики, где историко-культурные условия были типологически сходны с российскими. Основы американской политики давали право не считаться с интересами других «отсталых» народов. Американское правительство, подписывая сотни договоров с различными индейскими племенами, не соблюдало и не выполняло их. Всё закончилось заключением аборигенного индейского населения в резервации[2].
2. ↑  Так как тюрко-монголы долгое время находились в тесном взаимодействии с европеоидным индоиранским населением, то это не могло не отразиться на их антропологии, языковых и культурных особенностях. Поэтому историки и филологи при различных сопоставлениях часто ссылаются на саха-индоевропейские (индоиранские) параллели[5].
3. ↑  Долгое время нижней датой существования кулун-атахской культуры считался XIV век[5].
4. ↑  По отношению к этим группам употребляются термины «русский старожил» или «русское старожильческое население»[9].
5. ↑  От Якутска до среднего течения Амги ≈250 км.
6. ↑  От Якутска до среднего течения реки Вилюй ≈300 км.
7. ↑  От Якутска до среднего течения Олёкмы ≈500 км.
8. ↑  При Петре I наметилась тенденция к христианизации сибирских народов. Однако и в этот период процесс христианизации носил поверхностный характер и незначительно изменил традиционные устои жизни коренного населения[33].
9. ↑  До этого все земли за Уралом относились непосредственно к Московской епархии и духовное попечение «Сибирской области» поручалось архиепископу Вологодскому и Великопермскому[34].
10. ↑  Из-за несовершенства переписи населения приведённые данные из ясачных книг допускают какой-то процент неучтённости и не являются однозначно достоверными[42].
11. ↑  До XVII века якуты не знали огнестрельного оружия. На охоте применялись разнообразные виды снаряжения и различные способы охоты. Охотничья снасть изготовлялась из дерева, кожи, конских волос и железа. Распространённым универсальным охотничьим орудием был лук со стрелами[44].